# Pfarrkirche Abtenau

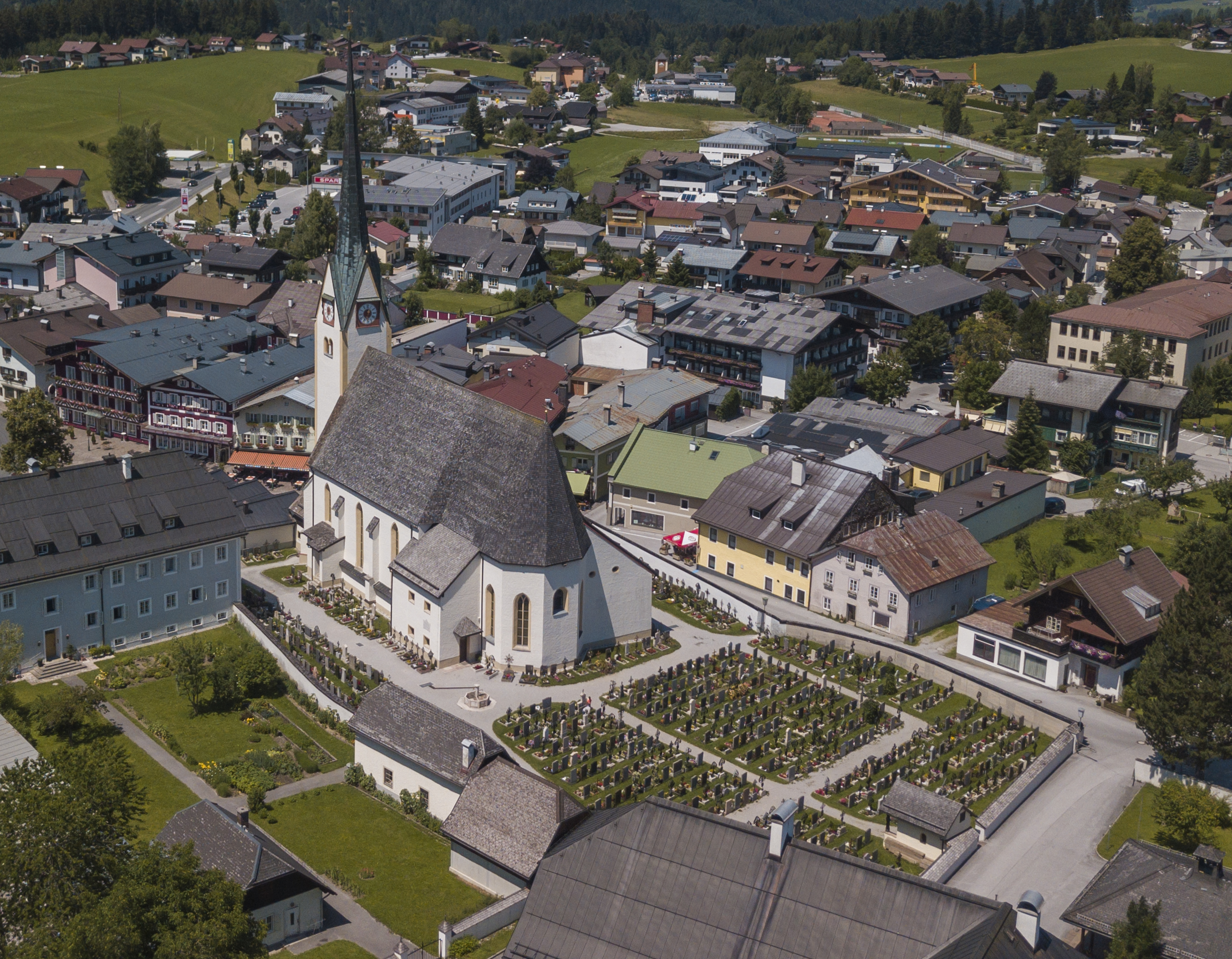
Pfarrkirche hl. Blasius in Abtenau

Die römisch-katholische Pfarrkirche Abtenau steht am Ostende des Marktes in der Gemeinde Abtenau im Bezirk Hallein in Salzburg. Sie ist dem heiligen Blasius geweiht und gehört zum Dekanat Hallein in der Erzdiözese Salzburg. Das Gebäude steht unter Denkmalschutz (Listeneintrag).

## Geschichte
Im Jahr 1191 wurde das erste Mal durch Erzbischof Adalbert III. die Existenz einer Kirche in Abtenau beurkundet. Dieser erste Kirchenbau wird heute im westlichen Bereich des rechten Seitenschiffs angenommen. Darunter liegt eine nicht begehbare tonnengewölbte Krypta. 1313 wurde die heute noch im Kern bestehende Hauptkirche errichtet. Gleichzeitig wurde sie zu Ehren der heiligen Anna geweiht. Jedoch wurde schon 1411 das Patronat des hl. Blasius urkundlich erwähnt. 1501, nach Abschluss der spätgotischen Umbauphase, wurden die Kirche sowie die Annenkapelle geweiht. Infolge der Bauernkriege brannte die Kirche 1525 aus. Deshalb fanden in den folgenden Jahren bis 1540 Renovierungsarbeiten an Gewölbe und Turm statt. 1533 erfolgte die vollständige Inkorporation als Klosterpfarre des Stiftes St. Peter in Salzburg, welche bis heute besteht. 1659 erfolgte eine barocke Erweiterung im östlichen Seitenschiff (Annakapelle) mit einer Arkadenöffnung zum Hauptschiff.
Die Pfarrkirche Abtenau bildet gemeinsam mit den Pfarren Annaberg und Rußbach am Paß Gschütt einen Pfarrverband im Dekanat Hallein.
Heute (Stand Mai 2015) leben 5175 Katholiken im Pfarrgebiet, welches das gesamte Gemeindegebiet Abtenaus und die Ortsteile Weitenau und Wallingwinkel der Gemeinde Scheffau am Tennengebirge umfasst.

## Architektur und Ausstattung

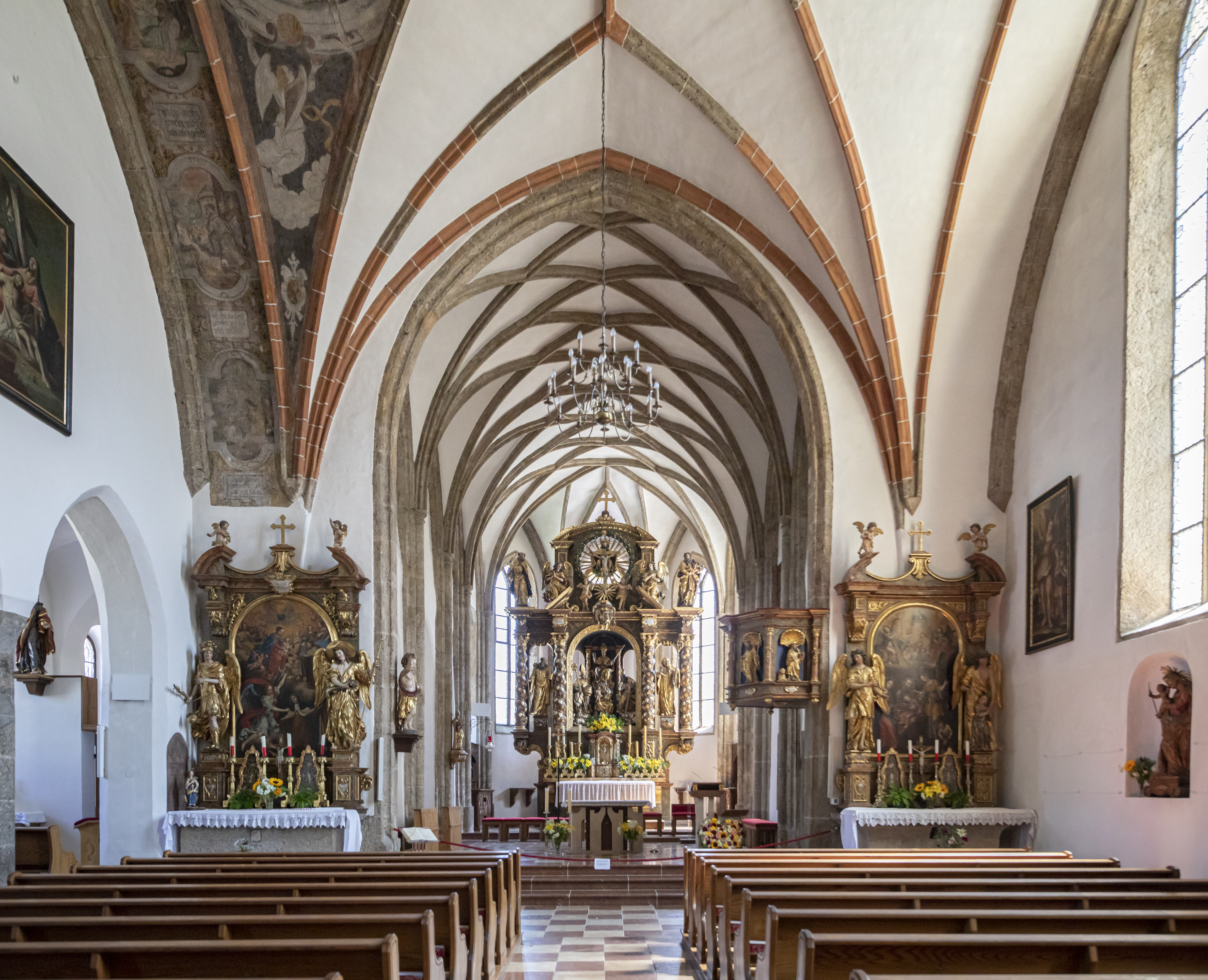
Innenansicht der Kirche

Das heutige Kirchengebäude wird vor allem der Spätgotik zugeordnet. Einige Zubauten sind jedoch erst während der Barockzeit entstanden.
Im Innenraum wurde das dreijochige Gewölbe aus Rautensternen nach 1525 errichtet und später barock überarbeitet.
Der Hochaltar von 1684 ist mit Skulpturen von Simeon Fries ausgestattet. Die Mittelnische zeigt Maria mit dem Kind. Es handelt sich hierbei jedoch nicht um die originale Hochaltarmadonna, sondern um ein Werk aus der Abtei St. Peter. Sie wird flankiert von Statuen des heiligen Rupert, des heiligen Blasius, des heiligen Maximilian. Die Mittelnische wird flankiert von den Ordensheiligen der Benediktiner, dem heiligen Benedikt und der heiligen Scholastika.
Die Seitenaltäre sind Aufbauten von Paul Hankhe und Simeon Fries. Der linke Seitenaltar ist der „Skapulier“- oder „Bruderschaftsaltar“ und ist mit einem Altarbild von Johann Friedrich Pereth ausgestattet. Es stellt die Vision der heiligen Theresia mit der Skapulierspende Mariens an Simon Stock dar. Das Bild entstand um 1684. Die Figuren der Erzengel Michael und Raphael stammen aus dem Jahr 1705.
Der rechte Seitenaltar, auch „Josephs-“ oder „Hl. Familienaltar“ genannt, zeigt auf dem Altarbild die Heilige Familie (Joseph wird vom Engel ermahnt zu fliehen) und entstand in der zweiten Hälfte des 17. Jahrhunderts. Die Figuren aus 1702 stellen den Erzengel  Gabriel und den Schutzengel dar.
Das Altarbild in der Annakapelle zeigt die Sippe Jesu. Auf diesem empfiehlt die heilige Anna den Ort Abtenau dem besonderen Schutz des Jesuskindes, wie es auf einem entrollten Tuch dargestellt wird. Der Altar aus dem Jahr 1684 stammt von Christof Lederwasch, die beiden Figuren des heiligen Stephanus und des heiligen Laurentius von Hans Waldburger.
Im Jahr 1939 wurden im Mittelschiff Fresken von 1540 freigelegt, die das Salomonische Urteil sowie die Werke der Barmherzigkeit zeigen. Im Orgeljoch sind König David und die Prophetenmedaillons dargestellt. Sie wurden jedoch wieder übermalt. Im Altarraum ist ein Fresko eines Sakramentshäuschens aus dem 15. Jahrhundert zu sehen.
Die Albertustafel entstand um das Jahr 1800 und ist die letzte der früher zahlreich vorhandenen Votivtafeln, als die „Annenkirche“ noch ein beliebter Wallfahrtsort war.
Im Gewölbeschlussstein des rechten Seitenschiffes aus dem 14. Jahrhundert findet man die Hand Gottes, welche zwei zum Schwur gehobene Finger mit einer alttestamentlichen Schriftrolle zeigt. Sie soll die Verbindung zwischen Neuem und Altem Testament symbolisieren. Früher befand sie sich genau über dem Hauptaltar der alten Kirche.
Links des Triumphbogens befindet sich das Abtenauer Jesuskind (im Volksmund: „s'foaste Kindl“), eine segnende Figur des Christuskindes aus dem Jahr 1685.

### Der Abtenauer Altar

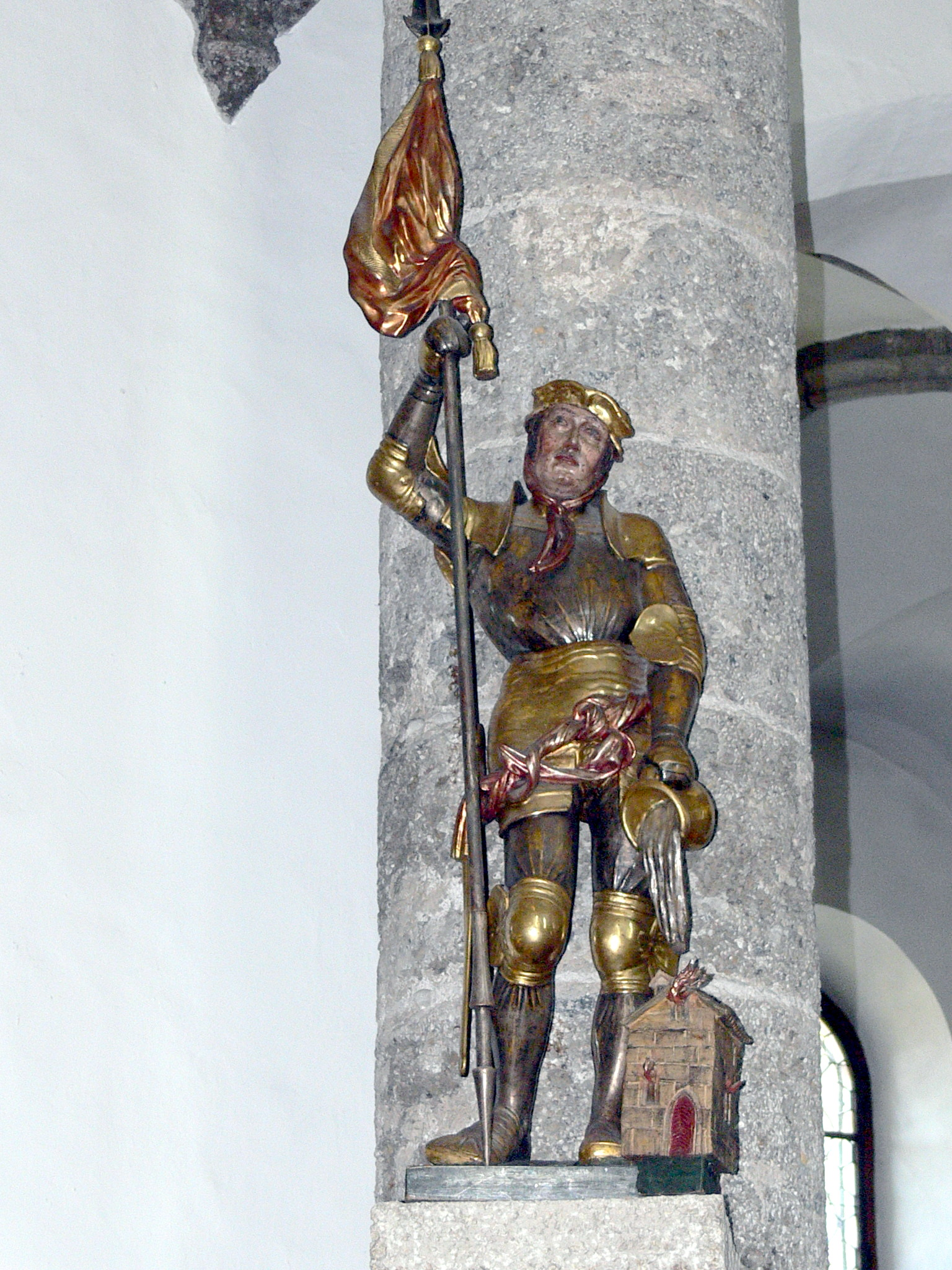
Andreas Lackner, Hl. Florian (Schreinwächter)

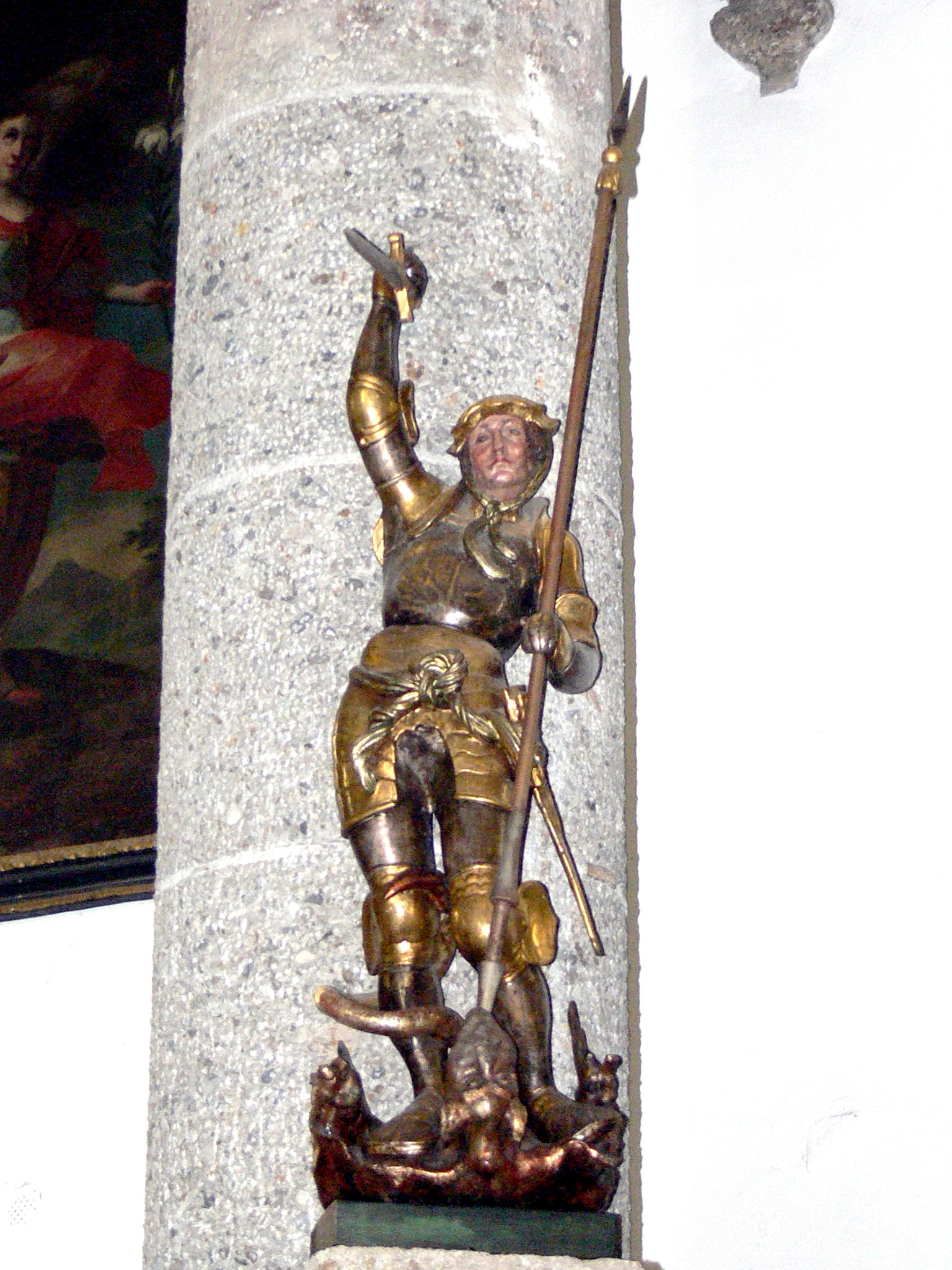
Andreas Lackner, Hl. Georg (Schreinwächter)

Den spätgotischen Hochaltar schuf Andreas Lackner 1518 zusammen mit dem Mondseer Maler Ulrich Bocksberger. Lediglich drei Bischofsfiguren (heute im Belvedere, Wien), die Schreinwächter und die Flügeltafeln (heute in der Erzabtei St. Peter in Salzburg und im Salzburger Museum) sind bis heute noch erhalten.
Die drei Bischofsfiguren der Heiligen Blasius, Rupert und Maximilian im Besitz des Belvederes in Wien zählen zu den qualitätsvollsten Salzburger Schnitzarbeiten des frühen 16. Jahrhunderts. Die Figuren beeindrucken durch ihre virtuose Gestaltung der prächtig vergoldeten und verzierten Ornate und ihre portraithaften Gesichtszüge, die bereits auf die Kunst der Renaissance vorausweisen. Stilistisch sind die Figuren dem Frühwerk Hans Leinbergers aus der Zeit um 1510/1520 verpflichtet.
In geschlossenem Zustand zeigte das Retabel auf den Schreinflügeln vier Szenen aus dem Leben des hl. Blasius. Die Predellenflügel zeigten ehemals die vier Kirchenväter Augustinus, Gregor, Hieronymus und Ambrosius jeweils in halbfiguriger Darstellung. In geöffnetem Zustand thematisieren die Reliefs der Schreinflügel vier Hochfeste des Kirchenjahres. Die vier Predellenreliefs zeigen die trauernde Gottesmutter Maria, die hl. Anna Selbdritt und eine Verkündigungsgruppe bestehend aus Maria und dem Engel, wobei die beiden letztgenannten heute als verschollen gelten.
Die markanten Qualitätsunterschiede in der Ausarbeitung der künstlerisch hervorragenden Bischofsfiguren und Schreinreliefs zu den schwächeren Schreinwächtern und Predellenreliefs verweisen auf die Mitarbeit von Gesellen an dem Altar.
Nach aktuellem Forschungsstand wurde der Abtenauer Altar mit großer Wahrscheinlichkeit vom Stift St. Peter in Salzburg in Auftrag gegeben, das die Rechtshoheit über Abtenau innehatte.
Vermutlich stand das Hochaltarretabel von 1518 bis zur Errichtung des bestehenden barocken Säulenretabels aus dem Jahr 1684 im gotischen Chorraum der Abtenauer Pfarrkirche. In diesem Jahr veranlasste Abt Adalbert Eder eine Umgestaltung des Hochaltares, im Zuge derer die Schrein- und Predellenflügel an das Salzburger Stift St. Peter abgegeben wurden. Die drei Schreinfiguren gelangten erst 1923 in das Stift, 1936 in das Kunsthistorische Museum in Wien und 1953 in die damalige Österreichische Galerie.
Nach der Teilung des Altars geriet die Herkunft der verschiedenen Teile in Vergessenheit und wurde von den folgenden Forschergenerationen mühevoll wiederentdeckt. Im Jahr 2011 stellte das Belvedere in Wien alle erhaltenen Bestandteile aus und beleuchtete das Werk in seinem historischen und kunsthistorischen Kontext. In Kooperation mit dem Bundesdenkmalamt erhielt das Projekt zusätzlich einen denkmalpflegerischen Aspekt: Die erhaltenen Figuren und Reliefs hatten während ihrer Zeit an unterschiedlichen Standorten unterschiedliche Behandlung erfahren und weisen daher auch unterschiedliche Erscheinungsbilder auf. Durch Befunduntersuchungen ist es jedoch gelungen, Kenntnis über die ursprünglich einheitliche Gestaltung zu erhalten.

### Orgel
Die Orgel aus 1939 mit 19 Registern wurde von Dreher & Flamm gebaut.